# Маракса
Маракса́ — деревня в Колпашевском районе Томской области России. Входит в состав Новосёловского сельского поселения.

## География
Деревня находится в центральной части Томской области, в пределах юго-восточной части Западно-Сибирской равнины, в таёжной зоне, к югу от реки Кеть, на расстоянии примерно 6 километров (по прямой) к северо-северо-востоку (NNE) от города Колпашева, административного центра района. Абсолютная высота — 66 метров над уровнем моря.
Часовой пояс
Деревня Маракса, как и вся Томская область, находится в часовой зоне МСК+4. Смещение применяемого времени относительно UTC составляет +7:00.

## История
Овощесовхоз Нарымского государственного рыбопромышленного треста был создан в 1942 году.
Решением № 74 Томского облисполкома от 20 марта 1987 г. к деревне Маракса присоединен посёлок Овощесовхоз.
Согласно Закону Томской области Томской области от 09 сентября 2004 года № 195-ОЗ Маракса вошла в состав Новосёловского сельского поселения.

## Население
| 2002 | 2010 | 2012 | 2013 | 2014 | 2015 | 2021 |
| ---- | ---- | ---- | ---- | ---- | ---- | ---- |
| 588  | ↘545 | ↘540 | ↘517 | ↘512 | ↗525 | ↘445 |

Половой состав
По данным Всероссийской переписи населения 2010 года в гендерной структуре населения мужчины составляли 52,1 %, женщины — соответственно 47,9 %.
Национальный состав
Согласно результатам переписи 2002 года, в национальной структуре населения русские составляли 88 %.

## Улицы
Уличная сеть деревни состоит из восьми улиц и одного переулка.

## Инфраструктура
Локальная станция очистки воды

## Транспорт
Стоит на региональной дороге «Колпашево — Белый Яр» (идентификационный номер 69 ОП РЗ 69К-10).